# Frontiers Tour
Il Frontiers Tour è stato un tour della rock band statunitense Journey, in supporto alla pubblicazione dell'album Frontiers nel 1983. Partito con alcune date in Giappone, il tour si svolse principalmente negli Stati Uniti. Si tratta del tour di maggior successo finanziario mai intrapreso dalla band. È stato inoltre l'ultimo tour con il batterista Steve Smith e il bassista Ross Valory, prima del loro ritorno nella band nel 1995.
Il cantante Bryan Adams ha aperto i concerti durante il tour; è stato proprio in quel periodo che ha scritto il suo singolo Heaven, pesantemente influenzato da Faithfully dei Journey.

## Scaletta
1. Intro
2. Chain Reaction
3. Wheel in the Sky
4. Line of Fire
5. Send Her My Love
6. Still They Ride
7. Open Arms
8. No More Lies
9. Back Talk
10. Edge of the Blade
11. Assolo di tastiere di Jonathan Cain
12. Rubicon
13. Assolo di batteria di Steve Smith
14. Escape
15. Faithfully
16. Who's Crying Now
17. Don't Stop Believin'
18. Stone in Love
19. Keep On Runnin'
20. Lights
21. Any Way You Want It
22. Separate Ways (Worlds Apart)

## Date
| Data              | Città                       | Paese                 | Luogo                              |
| Asia              | Asia                        | Asia                  | Asia                               |
| ----------------- | --------------------------- | --------------------- | ---------------------------------- |
| 22 febbraio 1983  | Nagoya                      | Giappone              | Aichi Prefectural Gymnasium        |
| 24 febbraio 1983  | Osaka                       | Giappone              | Osaka Prefectural Gymnasium        |
| 25 febbraio 1983  | Osaka                       | Giappone              | Osaka Prefectural Gymnasium        |
| 26 febbraio 1983  | Fukuoka                     | Giappone              | Kyuden Memorial Gymnasium          |
| 28 febbraio 1983  | Kyoto                       | Giappone              | Kyoto Prefectural Gymnasium        |
| 1º marzo 1983     | Tokyo                       | Giappone              | Budokan                            |
| 2 marzo 1983      | Tokyo                       | Giappone              | Budokan                            |
| 4 marzo 1983      | Yokohama                    | Giappone              | Yokohama Cultural Gymnasium        |
| Nord America      |                             |                       |                                    |
| 28 marzo 1983     | Seattle, Washington         | Stati Uniti d'America | Seattle Center Coliseum            |
| 30 marzo 1983     | Provo, Utah                 | Stati Uniti d'America | Marriott Center                    |
| 31 marzo 1983     | Salt Lake City, Utah        | Stati Uniti d'America | Salt Palace                        |
| 1º aprile 1983    | Casper, Wyoming             | Stati Uniti d'America | Casper Events Center               |
| 3 aprile 1983     | Denver, Colorado            | Stati Uniti d'America | McNichols Sports Arena             |
| 4 aprile 1983     | Denver, Colorado            | Stati Uniti d'America | McNichols Sports Arena             |
| 6 aprile 1983     | Lincoln, Nebraska           | Stati Uniti d'America | Bob Devaney Sports Center          |
| 7 aprile 1983     | Des Moines, Iowa            | Stati Uniti d'America | Veterans Memorial Auditorium       |
| 9 aprile 1983     | Terre Haute, Indiana        | Stati Uniti d'America | Hulman Center                      |
| 10 aprile 1983    | Carbondale, Illinois        | Stati Uniti d'America | SIU Arena                          |
| 11 aprile 1983    | Saint Louis, Missouri       | Stati Uniti d'America | St. Louis Arena                    |
| 13 aprile 1983    | Cincinnati, Ohio            | Stati Uniti d'America | Riverfront Coliseum                |
| 14 aprile 1983    | Murfreesboro, Tennessee     | Stati Uniti d'America | Murphy Center                      |
| 15 aprile 1983    | Murfreesboro, Tennessee     | Stati Uniti d'America | Murphy Center                      |
| 18 aprile 1983    | Valley Center, Kansas       | Stati Uniti d'America | Kansas Coliseum                    |
| 20 aprile 1983    | Atlanta, Georgia            | Stati Uniti d'America | Omni Coliseum                      |
| 21 aprile 1983    | Atlanta, Georgia            | Stati Uniti d'America | Omni Coliseum                      |
| 23 aprile 1983    | Orlando, Florida            | Stati Uniti d'America | Tangerine Bowl                     |
| 24 aprile 1983    | Miami, Florida              | Stati Uniti d'America | Miami Stadium                      |
| 26 aprile 1983    | Charlotte, North Carolina   | Stati Uniti d'America | Charlotte Coliseum                 |
| 27 aprile 1983    | Birmingham, Alabama         | Stati Uniti d'America | BJCC Arena                         |
| 28 aprile 1983    | Mobile, Alabama             | Stati Uniti d'America | Mobile Civic Center                |
| 30 aprile 1983    | Columbia, Carolina del Sud  | Stati Uniti d'America | Carolina Coliseum                  |
| 1º maggio 1983    | Charleston, West Virginia   | Stati Uniti d'America | Charleston Civic Center            |
| 2 maggio 1983     | Landover, Maryland          | Stati Uniti d'America | Capital Centre                     |
| 3 maggio 1983     | Landover, Maryland          | Stati Uniti d'America | Capital Centre                     |
| 5 maggio 1983     | East Rutherford, New Jersey | Stati Uniti d'America | Meadowlands Arena                  |
| 6 maggio 1983     | East Rutherford, New Jersey | Stati Uniti d'America | Meadowlands Arena                  |
| 7 maggio 1983     | East Rutherford, New Jersey | Stati Uniti d'America | Meadowlands Arena                  |
| 8 maggio 1983     | Uniondale, New York         | Stati Uniti d'America | Nassau Coliseum                    |
| 13 maggio 1983    | Hartford, Connecticut       | Stati Uniti d'America | Hartford Civic Center              |
| 14 maggio 1983    | Hartford, Connecticut       | Stati Uniti d'America | Hartford Civic Center              |
| 15 maggio 1983    | Hartford, Connecticut       | Stati Uniti d'America | Hartford Civic Center              |
| 17 maggio 1983    | Worcester, Massachusetts    | Stati Uniti d'America | Worcester Centrum                  |
| 18 maggio 1983    | Worcester, Massachusetts    | Stati Uniti d'America | Worcester Centrum                  |
| 19 maggio 1983    | Worcester, Massachusetts    | Stati Uniti d'America | Worcester Centrum                  |
| 20 maggio 1983    | Worcester, Massachusetts    | Stati Uniti d'America | Worcester Centrum                  |
| 22 maggio 1983    | Buffalo, New York           | Stati Uniti d'America | Buffalo Memorial Auditorium        |
| 24 maggio 1983    | Richfield, Ohio             | Stati Uniti d'America | Richfield Coliseum                 |
| 25 maggio 1983    | Richfield, Ohio             | Stati Uniti d'America | Richfield Coliseum                 |
| 26 maggio 1983    | Richfield, Ohio             | Stati Uniti d'America | Richfield Coliseum                 |
| 28 maggio 1983    | Pittsburgh, Pennsylvania    | Stati Uniti d'America | Civic Arena                        |
| 29 maggio 1983    | Pittsburgh, Pennsylvania    | Stati Uniti d'America | Civic Arena                        |
| 30 maggio 1983    | Lexington, Kentucky         | Stati Uniti d'America | Rupp Arena                         |
| 1º giugno 1983    | Indianapolis, Indiana       | Stati Uniti d'America | Market Square Arena                |
| 2 giugno 1983     | South Bend, Indiana         | Stati Uniti d'America | Joyce Center                       |
| 4 giugno 1983     | Filadelfia, Pennsylvania    | Stati Uniti d'America | John F. Kennedy Stadium            |
| 5 giugno 1983     | Rochester, New York         | Stati Uniti d'America | Holleder Memorial Stadium          |
| 10 giugno 1983    | Rosemont, Illinois          | Stati Uniti d'America | Rosemont Horizon                   |
| 11 giugno 1983    | Rosemont, Illinois          | Stati Uniti d'America | Rosemont Horizon                   |
| 12 giugno 1983    | Rosemont, Illinois          | Stati Uniti d'America | Rosemont Horizon                   |
| 14 giugno 1983    | Springs, New York           | Stati Uniti d'America | Saratoga Performing Arts Center    |
| 15 giugno 1983    | Springs, New York           | Stati Uniti d'America | Saratoga Performing Arts Center    |
| 17 giugno 1983    | East Troy, Wisconsin        | Stati Uniti d'America | Alpine Valley Music Theatre        |
| 18 giugno 1983    | Saint Paul, Minnesota       | Stati Uniti d'America | St. Paul Civic Center              |
| 19 giugno 1983    | Saint Paul, Minnesota       | Stati Uniti d'America | St. Paul Civic Center              |
| 21 giugno 1983    | Saint Paul, Minnesota       | Stati Uniti d'America | St. Paul Civic Center              |
| 23 giugno 1983    | Detroit, Michigan           | Stati Uniti d'America | Joe Louis Arena                    |
| 24 giugno 1983    | Detroit, Michigan           | Stati Uniti d'America | Joe Louis Arena                    |
| 25 giugno 1983    | Detroit, Michigan           | Stati Uniti d'America | Joe Louis Arena                    |
| 26 giugno 1983    | Thornville, Ohio            | Stati Uniti d'America | Legend Valley                      |
| 1º luglio 1983    | Houston, Texas              | Stati Uniti d'America | The Summit                         |
| 2 luglio 1983     | Houston, Texas              | Stati Uniti d'America | The Summit                         |
| 3 luglio 1983     | Houston, Texas              | Stati Uniti d'America | The Summit                         |
| 5 luglio 1983     | Austin, Texas               | Stati Uniti d'America | Frank Erwin Center                 |
| 6 luglio 1983     | San Antonio, Texas          | Stati Uniti d'America | San Antonio Convention Center      |
| 8 luglio 1983     | Dallas, Texas               | Stati Uniti d'America | Reunion Arena                      |
| 9 luglio 1983     | Dallas, Texas               | Stati Uniti d'America | Reunion Arena                      |
| 10 luglio 1983    | Dallas, Texas               | Stati Uniti d'America | Reunion Arena                      |
| 12 luglio 1983    | Kansas City, Missouri       | Stati Uniti d'America | Kemper Arena                       |
| 13 luglio 1983    | Kansas City, Missouri       | Stati Uniti d'America | Kemper Arena                       |
| 14 luglio 1983    | Valley Center, Kansas       | Stati Uniti d'America | Kansas Coliseum                    |
| 16 luglio 1983    | Memphis, Tennessee          | Stati Uniti d'America | Mid-South Coliseum                 |
| 17 luglio 1983    | New Orleans, Louisiana      | Stati Uniti d'America | Tad Gormley Stadium                |
| 19 luglio 1983    | Norman, Oklahoma            | Stati Uniti d'America | Lloyd Noble Center                 |
| 20 luglio 1983    | Norman, Oklahoma            | Stati Uniti d'America | Lloyd Noble Center                 |
| 21 luglio 1983    | Norman, Oklahoma            | Stati Uniti d'America | Lloyd Noble Center                 |
| 23 luglio 1983    | Albuquerque, New Mexico     | Stati Uniti d'America | Tingley Coliseum                   |
| 24 luglio 1983    | Phoenix, Arizona            | Stati Uniti d'America | Arizona Veterans Memorial Coliseum |
| 25 luglio 1983    | Phoenix, Arizona            | Stati Uniti d'America | Arizona Veterans Memorial Coliseum |
| 26 luglio 1983    | Phoenix, Arizona            | Stati Uniti d'America | Arizona Veterans Memorial Coliseum |
| 29 luglio 1983    | Daly City, California       | Stati Uniti d'America | Cow Palace                         |
| 30 luglio 1983    | Oakland, California         | Stati Uniti d'America | Oakland Coliseum                   |
| 31 luglio 1983    | Fresno, California          | Stati Uniti d'America | Ratcliffe Stadium                  |
| 5 agosto 1983     | Inglewood, California       | Stati Uniti d'America | The Forum                          |
| 6 agosto 1983     | Inglewood, California       | Stati Uniti d'America | The Forum                          |
| 7 agosto 1983     | Inglewood, California       | Stati Uniti d'America | The Forum                          |
| 9 agosto 1983     | Inglewood, California       | Stati Uniti d'America | The Forum                          |
| 10 agosto 1983    | Inglewood, California       | Stati Uniti d'America | The Forum                          |
| 11 agosto 1983    | San Diego, California       | Stati Uniti d'America | San Diego Sports Arena             |
| 13 agosto 1983    | Las Vegas, Nevada           | Stati Uniti d'America | Aladdin Theatre                    |
| 14 agosto 1983    | Las Vegas, Nevada           | Stati Uniti d'America | Aladdin Theatre                    |
| 16 agosto 1983    | Boise, Idaho                | Stati Uniti d'America | BSU Pavilion                       |
| 17 agosto 1983    | Pocatello, Idaho            | Stati Uniti d'America | Mini Dome                          |
| 18 agosto 1983    | Pullman, Washington         | Stati Uniti d'America | Beasley Coliseum                   |
| 19 agosto 1983    | Tacoma, Washington          | Stati Uniti d'America | Tacoma Dome                        |
| 21 agosto 1983    | Eugene, Oregon              | Stati Uniti d'America | Autzen Stadium                     |
| 1º settembre 1983 | Honolulu, Hawaii            | Stati Uniti d'America | Neal S. Blaisdell Center           |
| 2 settembre 1983  | Honolulu, Hawaii            | Stati Uniti d'America | Neal S. Blaisdell Center           |
| 3 settembre 1983  | Honolulu, Hawaii            | Stati Uniti d'America | Neal S. Blaisdell Center           |
| 4 settembre 1983  | Honolulu, Hawaii            | Stati Uniti d'America | Neal S. Blaisdell Center           |
| 6 settembre 1983  | Honolulu, Hawaii            | Stati Uniti d'America | Neal S. Blaisdell Center           |